# 賭國神童
《賭國神童》是鹿賀滿創作的日本漫畫作品之一。原為8回短期集中連載的作品，因日本讀者人氣高，後改為長期連載的作品。

## 此作品中所出現的賭博種類
- 擲骰子（チンチロリン）
- 輪盤
- 百家樂（バカラ）
- 迷你百家樂（ミニバカラ）
- ALL（オール）
- 廿一點（ブラックジャック）
- 賽馬
- 俄羅斯輪盤（ロシアンルーレット）

## ISBN
以下為東立出版社所代理的台灣中文版的ISBN。
1. ISBN 9789861011448
2. ISBN 9789861011455
3. ISBN 9789861011462
4. ISBN 9789861013893
5. ISBN 9789861017686
6. ISBN 9789861022505
7. ISBN 9789861027371